# Émilie Morier
Pour les articles homonymes, voir Morier.
Émilie Morier, née le 21 mars 1997 à Orange (Vaucluse) est une triathlète française, championne du monde en relais mixte en 2019 avec l'équipe de France de triathlon.
Elle se lance dans le cyclisme en 2025, signe un contrat professionnel dès l'été avec Saint Michel-Preference Home-Auber 93 et participe au Tour de France Femmes 2025.

## Biographie

### Triathlon
Émilie Morier originaire de Saint-Paul-Trois-Châteaux est sacrée championne du monde de relais mixte juniors-U23 lors des championnats du monde de triathlon 2018 à Gold Coast.
Elle remporte son premier titre de champion du monde en élite en 2019 au sein de l'équipe de France de triathlon. Cette même année, elle gagne également le titre de championne du monde en individuel dans la catégorie U23 (Espoir de moins de 23 ans). Elle est aussi médaillée d'or en relais mixte aux championnats d'Europe de triathlon 2019 à Weert.

### Cyclisme
À partir de la saison 2022, en parallèle du triathlon, elle se lance dans le cyclisme, notamment au sein de l'équipe du Jouffroy Academy de l'ancien cyclo-crossman Arnaud Jouffroy.
Pour la saison 2025, elle signe avec le club Team Grand-Sud, basé à Montpellier et évoluant en 2e division nationale. Elle enchaine les victoires, s'adjugeant notamment le Tour de l'Orne et la Classic Féminine de Vienne Nouvelle-Aquitaine. Elle attire ainsi le regard du milieu professionnel, et signe avec l'équipe Pro Team Saint Michel-Preference Home-Auber 93 pour les rejoindre le 1er juillet. Le 27 juin, elle se classe deuxième du championnat de France sur route amateurs, battue au sprint par Noémie Abgrall.
Sa nouvelle formation l'engage aussitôt au Tour de France Femmes 2025, dont elle se révèle le meilleur élement pour finir à la 25e place du classement général final, avec une belle 12e place sur la dernière étape et la montée sur Châtel.

## Palmarès en triathlon
Le tableau suivant présente les résultats les plus significatifs (podium) obtenus sur le circuit international de triathlon depuis 2017,. 
| Année | Compétition                                    | Pays       | Position           | Temps           |
| ----- | ---------------------------------------------- | ---------- | ------------------ | --------------- |
| 2025  | Ironman 70.3 Jesolo                            | Italie     | Médaille de bronze | 4 h 1 min 38 s  |
| 2025  | Ironman 70.3 Loire Valley                      | France     | Médaille d'argent  | 4 h 6 min 3 s   |
| 2025  | Zarauzko Triathlon                             | Espagne    | Médaille d'argent  | 4 h 6 min 1 s   |
| 2023  | Ironman 70.3 Les Sables d'Olonne               | France     | Médaille d'argent  | 4 h 25 min 31 s |
| 2023  | Ironman 70.3 Knokke-Heist                      | Belgique   | Médaille de bronze | 4 h 15 min 31 s |
| 2023  | Ironman 70.3 Pays d'Aix                        | France     | Médaille de bronze | 4 h 26 min 2 s  |
| 2023  | Peniscola Infinitri                            | Espagne    | Médaille d'or      | 4 h 14 min 9 s  |
| 2020  | Grand Prix de triathlon - Étape de Châteauroux | France     | Médaille d'or      | 58 min 32 s     |
| 2019  | Championnat du monde en relais mixte           | Allemagne  | Médaille d'or      | 1 h 20 min 18 s |
| 2019  | Championnats d'Europe en relais mixte          | Pays-Bas   | Médaille d'or      | 1 h 11 min 40 s |
| 2019  | Coupe du monde - l'étape de Madrid             | Espagne    | Médaille d'or      | 1 h 2 min 18 s  |
| 2018  | Coupe du monde - l'étape de Astana             | Kazakhstan | Médaille d'argent  | 2 h 7 min 34 s  |
| 2017  | Championnat de France courte distance          | France     | Médaille de bronze | 55 min 56 s     |

## Palmarès en cyclisme

### Par années
- 2025
  - Grand Prix d'Ouverture d'Albi
  - Tour de l'Orne :
    - Classement général
    - 1re et 2e étapes

  - Classic Féminine de Vienne Nouvelle-Aquitaine
  - 2e du championnat de France sur route amateurs

### Résultats sur les grands tours

#### Tour de France
1 participation
- 2025 : 25e